# Euxoa enitens
Euxoa enitens är en fjärilsart som beskrevs av Corti 1926. Euxoa enitens ingår i släktet Euxoa och familjen nattflyn. Inga underarter finns listade i Catalogue of Life.